# Rivetina dolichoptera
Rivetina dolichoptera es una especie de mantis de la familia Mantidae.

## Distribución geográfica
Se encuentra en los Emiratos Árabes Unidos, Beluchistán, Irán, Arabia Saudita y Yemen.